# Chionaema triguttata
Chionaema triguttata là một loài bướm đêm thuộc phân họ Arctiinae, họ Erebidae.